# Alfonso Oiterong
Alfonso Rebochong Oiterong (ur. 9 października 1924, zm. 30 sierpnia 1994) – palauski polityk, od 2 lipca 1985 roku do 25 października 1985 roku prezydent kraju. W latach 1981–1985 wiceprezydent Palau.
Kiedy prezydent Haruo Remeliik został zamordowany 30 czerwca 1994, Oiterong wrócił z Nowego Jorku do Palau 2 lipca, by objąć urząd prezydenta. Jego następcą został Lazarus Salii, który został wybrany w wyborach specjalnych. Później był prezesem Narodowego Banku Rozwoju w Palau.